# Kaitlin Cooper
Kaitlin Cooper est un personnage de la série télévisée Newport Beach.
Elle est la fille de Julie et Jimmy Cooper. Elle est également la sœur de Marissa. Dans la saison 1 le personnage est interprété par Shailene Woodley (toute petite) et dans les saisons 3 et 4 le personnage est interprété par Willa Holland.
Ce personnage a un aspect comique. En effet, elle a toujours le mot pour rire et se retrouve toujours dans des situations qui prêtent à la rigolade. Un peu superficielle et manipulatrice au premier abord, elle a une personnalité bien plus complexe, ayant grandi dans l'ombre de sa sœur elle aime que l'attention soit tournée vers elle, notamment en s'attirant toute sorte d'ennuis (souvent assez drôle ! ). Elle n’hésite cependant jamais à être là pour ses proches en cas de problème.  Kaitlin est une jeune fille intelligente et très maligne, elle pourrait être une élève brillante mais se soucie peu de ses études et a même tendance à jouer les idiotes dans certaines situations. Dans un épisode de la saison 4 qui se passe dans un univers parallèle où Ryan n'est jamais venu vivre à Newport 3 ans plus tôt, il est montré une Kaitlin bien plus sérieuse et mature, sans doute marquée par la mort prématurée de sa sœur, elle serait devenue une brillante étudiante qui serait rentrée à la fac de Berkeley avec 2 ans d'avance, elle se dit elle même qu'elle est une sorte de prodige. On peut cependant apercevoir dans les dernières scènes de la série que finalement quelques années plus tard, elle est devenue une étudiante studieuse au Williams Collège. Elle apporte un vrai plus à la série, surtout dans la saison 4 où elle apparaît plus. Elle fait presque oublier l'absence de sa sœur.

## Saison 1
Elle a environ 12 ans dans la saison 1 et n’apparaît qu’occasionnellement. Elle aime les poneys et est complètement obsédé par China un poney sans poils.
Elle est ensuite envoyée dans un pensionnat loin de Newport Beach, sa mère souhaitant la protéger d'un scandale impliquant Marissa.
On la surnommait Mini-Cooper.

## Saison 3
Kaitlin revient au milieu de saison après 2 ans d’absence à Newport Beach. Elle arrive chez les Cohen cherchant sa mère, Ryan qui l’accueillent ne la reconnait pas tout de suite, en effet en deux ans Kaitlin a beaucoup grandi.
Elle ment d'abord sur les intentions de son retour prétendant être la pour les vacances. Peu de temps après son arrivée, Kaitlin commence à semer le trouble  et commence à flirter avec Johnny Harper, un surfeur qui a des sentiments pour Marissa. Elle cause aussi des problèmes lorsque des garçons la cherchaient au sujet d'argent qu'elle aurait volé soi-disant pour aider à l'avortement d'une amie. Elle avouera finalement qu'elle savait que sa mère et sa sœur vivaient dans une caravane et qu'elle voulait simplement être présente avec elles et renouer des liens.
Kaitlin aidera Marissa à gérer ses sentiments envers Johnny et même par la suite, la mort de ce dernier. Elle retourne ensuite à son école, mais on la revoit peu de temps après quand elle appelle Marissa pour obtenir de l’aide au sujet de problèmes qu’elle a rencontrés à l’école. 
Ensuite Kaitlin rentre à la maison pour la troisième fois de la saison, sous le prétexte qu'elle est venue pour la remise des diplômes de sa sœur, mais elle révèle ensuite qu'elle est rentrée à la maison pour pouvoir devenir la nouvelle reine de l'ancien lycée de Marissa, Harbor.

## Saison 4
Kaitlin devient un personnage principal, vivant avec sa mère dans la maison du père de Summer, le Dr Neil Roberts. Kaitlin est le seul personnage qui semble ne pas être affecté par le décès de Marissa (probablement dû au fait que Marissa et elle n’avaient pas de relation très forte), mais elle  commence à devenir très imprévisible : volant la voiture de sa mère, lançant des fêtes sans permission, s'habillant de manière provocante, flirtant avec des hommes plus âgés et d'autres formes de révolte typique des adolescents. Kaitlin est attirée par  Will qui est dans sa classe, mais leur relation n'ira pas très loin.
Elle devient amie avec les frères jumeaux de Luke Ward, Brad et Eric qui sont restés à Newport. Ils sont complètement sous son charme et elle n’hésite pas à en jouer pour les utiliser comme elle veut. Elle semble cependant beaucoup les apprécier ils sont les seuls vrais amis de son âge, les autres la jugeant ou l'estimant parce que elle est la petite sœur de Marissa Cooper.
Ensuite Kaitlin s'attache à Gordon Bullit, un homme qui tente de sortir avec sa mère. Entre eux une relation père-fille va se lier petit à petit. Elle convainc Bullit que Julie l'aime. Souhaitant vraiment que cette relation fonctionne, Kaitlin envoie un e-mail à Bullit prétendant être sa mère en lui avouant ses sentiments. Bullit va alors demander sa mère en mariage. Elle essaie de leur parler des emails mais il est trop tard, Bullit fait sa demande et Julie dit non. Mais pour Kaitlin elle accepte de le revoir et d'essayer. Plus tard, il devient clair que Julie voit le père de Ryan, Frank Atwood. Quand Kaitlin le découvre elle essaie d'arrêter leur relation. Plus tard elle apprendra cependant à apprécier Frank lorsque sa mère tombera enceinte de lui.
Dans l’épisode du monde parallèle il est montré ce que Kaillin aurait été sans l'arrivée de Ryan à Newport 3 ans plus tôt : une étudiante studieuse, une sorte de petit prodige et qu'elle serait rentrée à la fac de Berkeley avec 2 ans d'avance.
Dans les dernières scènes de la série, on peut l'apercevoir être devenue une étudiante studieuse, on la voit également encourager sa mère après l'obtention de son diplôme. Et on peut apercevoir son petit frère.